# Eugenia Sutti
Eugenia Sutti (Aguascalientes, 20 de enero de 1943) es una cantante de Ópera y maestra de canto. Es conocida por su participación en conciertos y óperas en México, Costa Rica y Estados Unidos, resaltando sus presentaciones en el Palacio de Bellas Artes de la Ciudad de México. También se le conoce por ser maestra destacada de grandes cantantes mexicanos como Javier Camarena, Ximena Rodríguez, Claudia Cota y Morganna Love.

## Biografía

### Infancia
Hija de madre mexicana y padre italiano, su infancia estuvo rodeada de música popular y clásica. Aprendiendo a tocar el piano, y cantando música popular.

### Carrera
Estudió la licenciatura en canto en el Conservatorio de Santa Cecilia en Roma y la maestría en canto en el Conservatorio Verdi de la ciudad de Milán. Fue discípula de Iolanda Magnoni y compañera de Mariella Devia.  Durante esos años, ganó el concurso de Canto de la radio Italiana. 
Concluidos sus estudios, regresó a México, donde primero desarrolló un programa de televisión cultural sobre ópera para Canal Once, y luego dirigió el coro del Instituto Politécnico Nacional. Se incorporó como discípula con el maestro Guido Picco.
Debutó en Bellas Artes en 1971, con la ópera-concierto "La fuerza del destino", continuando una larga carrera de más de veinte años en la compañía de este teatro. Durante la misma, compartió escenario con grandes figuras internacionales de la ópera como Juan Pons, Mignon Dunn y Plácido Domingo. 
Su interpretación más legendaria fue la de Elvira, en la ópera de Verdi. Ópera tan compleja vocalmente que no ha regresado a los escenarios mexicanos. A partir de ese momento se le conoció como "La triunfadora de Ernani". 
Más tarde en su carrera comenzó a cantar como Mezzosoprano, en Estados Unidos cantó la Messa de Requiem de Verdi y en Costa Rica interpretó a Adalgisa en la ópera Norma, de Bellini.
Actualmente, da clases de canto en su estudio en la Ciudad de México y también en Aguascalientes. En 2014 y 2015 fue una de las maestras y organizadoras del Festival de Canto Operístico del estado de Aguascalientes.

## Óperas y conciertos
En Bellas Artes:
- La Fuerza del Destino, G. Verdi (1971, en el papel de Leonora)
- Carmen, G.  Bizet (1972, en el papel de Micaela)
- "Aída", G. Verdi (1978, en el papel de Aída)
- "Réquiem", G. Verdi (1978)
- "Ernani", G. Verdi (1978, en el papel de Elvira)
- "La Boheme", G. Puccini (1978, en el papel de Mimi)
- "Carmen", G. Bizet (1980, en el papel de Micaela)
- "Lohengrin", R. Wagner (1981, en el papel de Elsa)
- "Othello", G. Verdi (1981, como Desdémona, compartiendo escenario con Plácido Domingo)

En el auditorio Nacional: 
- "Carmen", G. Bizet (1981, en el papel de Micaela)